# Hoa hậu Siêu quốc gia 2018
Hoa hậu Siêu quốc gia 2018 là cuộc thi Hoa hậu Siêu quốc gia lần thứ 10 được tổ chức tại Nhà thi đấu MOSIR, Krynica-Zdrój, Ba Lan vào ngày 7 tháng 12 năm 2018. Hoa hậu Siêu quốc gia 2017 - Jenny Kim đến từ Hàn Quốc đã trao lại vương miện cho người kế nhiệm, cô Valeria Vázquez đến từ Puerto Rico.

## Kết quả

### Thứ hạng
| Thành tích                 | Thí sinh |
| -------------------------- | --- |
| Hoa hậu Siêu quốc gia 2018 | - Puerto Rico – Valeria Vázquez Latorre |
| Á hậu 1                    | - Hoa Kỳ – Katrina Jayne Dimaranan |
| Á hậu 2                    | - Ba Lan – Magdalena Bieńkowska |
| Á hậu 3                    | - Indonesia – Wilda Octaviana Situngkir |
| Á hậu 4                    | - Mexico – Diana Romero |
| Top 10                     | - Brazil – Bárbara Reis - Philippines – Jehza Mae Huelar - Romania – Andreea Coman - Venezuela – Nariman Cristina Batthika Yanyi - Việt Nam – Nguyễn Minh Tú |
| Top 25                     | - Úc – Maddison Clare - Belarus – Margarita Martynova - Colombia – Miriam Carranza - Đan Mạch – Celina Riel - Guinea Xích Đạo – Maria Lucrecia Nve Maleva - Ấn Độ – Aditi Hundia - Malaysia – Sanjna Suri - Mauritius – Anoushka Ah keng - Myanmar – Shwe Eain Si - Hà Lan – Kelly van den Dungen - Nigeria – Daniella Orumwense - Pakistan – Anzhelika Tahir - Nga – Guzaliya Izmailova - Slovakia – Katarina Oeovanova - Ukraine – Snizhana Tanchuk |

### Hoa Hậu Châu lục
| Danh hiệu                            | Thí sinh                        |
| ------------------------------------ | ------------------------------- |
| Hoa hậu Siêu quốc gia châu Phi       | - Mauritius – Anoushka Ah keng  |
| Hoa hậu Siêu quốc gia châu Mỹ        | - Brazil – Bárbara Reis         |
| Hoa hậu Siêu quốc gia châu Á         | - Việt Nam – Nguyễn Minh Tú     |
| Hoa hậu Siêu quốc gia vùng Caribe    | - Suriname – Shamira Nadine Jap |
| Hoa hậu Siêu quốc gia châu Âu        | - Romania – Andreea Coman       |
| Hoa hậu Siêu quốc gia châu Đại Dương | - Úc – Maddison Clare           |

## Các giải thưởng đặc biệt
| Giải thưởng            | Thí sinh |
| ---------------------- | --- |
| Best Body              | - Hoa Kỳ - Katrina Jayne Rivera Dimaranan |
| Miss Photogenic        | - Venezuela - Nariman Cristina Battikha Yanyi |
| Miss Congeniality      | - Singapore - Priyanka Annuncia |
| Miss Elegance          | - Bỉ - Dhenia Covens |
| Best in Evening Gown   | - Việt Nam - Nguyễn Minh Tú |
| Miss Talent            | - Hàn Quốc - Eun-bi Lee |
| Top Model              | - Châu Phi: Guinea Xích Đạo - María Lucrecia Nve Maleva - Vùng Caribê: Suriname - Shimara Nadine Jap - Châu Á: Indonesia - Wilda Octaviana Situngkir - Châu Âu: Belarus - Margarita Martynova - Châu Mỹ: Brazil - Bárbara Reis - Châu Đại Dương: Úc - Maddison-Clare Sloane |
| Best National Costume  | - Guatemala - Stephanie Ogaldez - Haiti - Mideline Phelizor - Indonesia - Wilda Octaviana Situngkir - Hàn Quốc - Eun-bi Lee - Lào - Santhany Saimanyvan - México - Diana Romero - Panama - Keythlin Saavedra - Nga - Guzaliya Izmailova - Việt Nam - Nguyễn Minh Tú         |
| Missosologist's Choice | - Việt Nam - Nguyễn Minh Tú |

### Hoa hậu Tài năng
| Kết quả     | Thí sinh |
| ----------- | --- |
| Chiến thắng | - Hàn Quốc - Eun-bi Lee |
| Top 10      | - Hoa Kỳ - Katrina Jayne Rivera Dimaranan - Bỉ - Dhenia Covens - Jamaica – Tonille Simone Watkis - Colombia – Miriam Carranza - México - Diana Romero - Pakistan – Anzhelika Tahir - Panama - Keythlin Saavedra - Bồ Đào Nha – Claudia Maia - Tây Ban Nha – Teresa Calleja Palazuelo |

## Thí sinh tham gia
Cuộc thi có tổng cộng 72 thí sinh tham gia:
| Quốc gia/Vùng lãnh thổ | Thí sinh                        | Tuổi | Quê quán              |
| ---------------------- | ------------------------------- | ---- | --------------------- |
| Albania                | Alba Bajram                     | 18   | Elbasan               |
| Argentina              | Lali Dieguez                    | 19   | Buenos Aires          |
| Úc                     | Maddison Clare                  | 25   | Sydney                |
| Belarus                | Margarita Martynova             | 22   | Minsk                 |
| Bỉ                     | Dhenia Covens                   | 25   | Antwerp               |
| Bolivia                | Ilseen Olmos Ferrufino          | 27   | La Paz                |
| Brazil                 | Bárbara Reis                    | 20   | Sinop                 |
| Canada                 | Alyssa Boston                   | 23   | Tecumseh              |
| Trung Quốc             | Gao Ziqian                      | 19   | Bắc Kinh              |
| Colombia               | Miriam Carranza De Moya         | 23   | Barranquilla          |
| Costa Rica             | Marianella Chase                | 27   | San José              |
| Croatia                | Tihana Babij Guliing            | 18   | Zagreb                |
| Cộng hòa Séc           | Jana Šišková                    | 23   | Zubří                 |
| Đan Mạch               | Celina Riel                     | 18   | Copenhagen            |
| Cộng hòa Dominica      | Yomaira de Luna                 | 22   | Toledo                |
| Ecuador                | Carla Del Prado                 | 24   | Guayaquil             |
| El Salvador            | Katia Mekhi Lobos               | 28   | San Salvador          |
| Anh                    | Romy Simpkins                   | 24   | London                |
| Guinea Xích Đạo        | Maria Lucrecia Nve Maleva       | 19   | Malabo                |
| Phần Lan               | Eveliina Tikka                  | 23   | Helsinki              |
| Pháp                   | Sonia Mansour                   | 25   | Paris                 |
| Hy Lạp                 | Maria Psilou                    | 21   | Aigio                 |
| Guadeloupe             | Daveline Nanette                | 27   | Basse-Terre           |
| Guatemala              | Stephanie Ogaldez               | 21   | Guatemala             |
| Haiti                  | Mideline Phelizor               | 23   | Port-au-Prince        |
| Hungary                | Patricia Galambos               | 21   | Budapest              |
| Ý                      | Rosa Fariello                   | 23   | Apulia                |
| Ấn Độ                  | Aditi Hundia                    | 21   | Jaipur                |
| Indonesia              | Wilda Octaviana Situngkir       | 22   | Pontianak             |
| Jamaica                | Tonille Simone Watkis           | 27   | Kingston              |
| Nhật Bản               | Yurika Nakamoto                 | 23   | Okinawa               |
| Kenya                  | Ivy Marani                      | 24   | Bungoma               |
| Hàn Quốc               | Lee Eun-bi                      | 26   | Gyeonggi              |
| Lào                    | Santhany Saimanyvan             | 25   | Viêng Chăn            |
| Liban                  | Natalie Macdisi                 | 24   | Tripoli               |
| Malaysia               | Sanjna Suri                     | 27   | Batu Caves            |
| Malta                  | Natalia Galea                   | 20   | Birkirkara            |
| Mauritius              | Anoushka Ah keng                | 24   | Rodrigues             |
| Mexico                 | Diana Romero                    | 26   | Mazatlán              |
| Myanmar                | Shwe Eain Si                    | 20   | Yangon                |
| Moldova                | Nicoleta Căun                   | 22   | Chișinău              |
| Montenegro             | Sandra Rešetar                  | 22   | Podgorica             |
| Namibia                | Ndilyowike Haipinge             | 26   | Windhoek              |
| Nepal                  | Mahima Singh                    | 23   | Kathmandu             |
| Hà Lan                 | Kelly van den Dungen            | 25   | Amsterdam             |
| New Zealand            | Johannah Charlotte              | 25   | Wellington            |
| Nigeria                | Daniella Orumwense              | 25   | Edo                   |
| Pakistan               | Anzhelika Tahir                 | 24   | Karachi               |
| Panama                 | Keythlin Saavedra               | 18   | Panama                |
| Paraguay               | Ana Paula Cespedes              | 20   | Asunción              |
| Philippines            | Jehza Mae Huelar                | 23   | Davao                 |
| Ba Lan                 | Magdalena Bieńkowska            | 25   | Warsaw                |
| Bồ Đào Nha             | Claudia Maia                    | 21   | Lamas                 |
| Puerto Rico            | Valeria Vázquez Latorre         | 24   | San Juan              |
| Romania                | Andreea Coman                   | 25   | Bucharest             |
| Nga                    | Guzaliya Izmailova              | 22   | Saint Petersburg      |
| Rwanda                 | Tina Uwase Ngaceng              | 24   | Kigali                |
| Singapore              | Priyanka Annuncia               | 21   | Singapore             |
| Slovakia               | Katarina Oeovanova              | 21   | Hriňová               |
| Slovenia               | Mersedes Viler Zdzarsky         | 27   | Ljubljana             |
| Nam Phi                | Belinde Schreuder               | 22   | Johannesburg          |
| Tây Ban Nha            | Teresa Calleja Palazuelo        | 21   | Madrid                |
| Suriname               | Shamira Nadine Jap              | 22   | Paramaribo            |
| Thụy Điển              | Jenny Wulff                     | 22   | Stockholm             |
| Thụy Sĩ                | Amelia Giannarelli              | 20   | Collombey-Muraz       |
| Thái Lan               | Pinnarat Mawinthon              | 27   | Nan                   |
| Togo                   | Yasmin Iman Salou               | 25   | Lomé                  |
| Thổ Nhĩ Kỳ             | Roda Irmak Kalkan               | 18   | Istanbul              |
| Ukraine                | Snizhana Tanchuk                | 27   | Lviv                  |
| Hoa Kỳ                 | Katrina Jayne Dimaranan         | 25   | Union City            |
| Venezuela              | Nariman Cristina Battikha Yanyi | 24   | Maturín               |
| Vietnam                | Nguyễn Minh Tú                  | 27   | Thành phố Hồ Chí Minh |

## Chú ý

### Lần đầu tham gia
- Lào
- Pakistan

### Trở lại
- Lần cuối tham gia vào năm 2012:
  -  Montenegro
- Lần cuối tham gia vào năm 2013:
  -  Guatemala
  -  Moldova
  -  Togo
- Lần cuối tham gia vào năm 2014:
  -  Hy Lạp
  -  Liban
  -  Slovenia
- Lần cuối tham gia vào năm 2015:
  -  Guinea Xích Đạo
  -  New Zealand
- Lần cuối tham gia vào năm 2016: 
  -  Argentina
  -  Đan Mạch
  -  Anh
  -  Haiti
  -  Hungary
  -  Malaysia
  -  Mauritius
  -    Nepal
  -  Nigeria
  -  Thụy Điển
  -  Ukraine

### Bỏ cuộc
- Angola
- Cape Verde
- Chile
- Đức
- Gibraltar
- Kazakhstan
- Na Uy
- Peru
- Sao Tome và Principe
- Scotland
- Serbia
- Nam Sudan
- Wales
- Zimbabwe

## Các thí sinh tham dự cuộc thi sắc đẹp quốc tế khác
| Quốc gia/Vùng lãnh thổ | Thí sinh               | Cuộc thi                                                     | Đại diện           |
| ---------------------- | ---------------------- | ------------------------------------------------------------ | ------------------ |
| Albania                | Alba Bajrami           | The Miss Globe 2018 (Á hậu 4)                                | Albania            |
| Úc                     | Maddison Clare         | Face of Beauty International 2014 (Á hậu 3)                  | Úc                 |
| Bỉ                     | Dhenia Covens          | Miss Tourism International 2014                              | Bỉ                 |
| Bỉ                     | Dhenia Covens          | Miss United Continents 2015                                  | Bỉ                 |
| Bỉ                     | Dhenia Covens          | Queen of Benelux 2015 (Hoa hậu)                              | Bỉ                 |
| Bỉ                     | Dhenia Covens          | Miss Universe 2020                                           | Bỉ                 |
| Canada                 | Alyssa Boston          | Miss Eco International 2018                                  | Canada             |
| Canada                 | Alyssa Boston          | Miss Universe 2019                                           | Canada             |
| Costa Rica             | Marianella Chase       | Miss Progress International 2016 (Miss Progerss Environment) | Đảo Cocos          |
| Costa Rica             | Marianella Chase       | Miss Planet International 2019 (Top 16)                      | Costa Rica         |
| Costa Rica             | Marianella Chase       | Reina Hispanoamericana 2019                                  | Costa Rica         |
| Costa Rica             | Marianella Chase       | Miss Intercontinental 2021                                   | Costa Rica         |
| Costa Rica             | Marianella Chase       | The Miss Globe 2022 (Top 15)                                 | Costa Rica         |
| Cộng hòa Dominican     | Yomaira de Luna        | Queen Beauty Universe 2015                                   | Cộng hòa Dominican |
| Ecuador                | Carla Prado            | Miss International 2014                                      | Ecuador            |
| El Salvador            | Katia Lobos            | Reina Hispanoamericana 2012                                  | El Salvador        |
| El Salvador            | Katia Lobos            | Miss Eco International 2019                                  | El Salvador        |
| Anh                    | Romy Simpkins          | Miss Global International 2015                               | Anh Quốc           |
| Anh                    | Romy Simpkins          | Miss International 2016                                      | Anh Quốc           |
| Anh                    | Romy Simpkins          | Miss Intercontinental 2021 (Á hậu 2)                         | Anh Quốc           |
| Phần Lan               | Eveliina Tikka         | Miss Grand International 2017                                | Phần Lan           |
| Pháp                   | Sonia Ait Mansour      | Face of Beauty International 2015 (Top 15)                   | Pháp               |
| Pháp                   | Sonia Ait Mansour      | Queen Beauty Universe 2015                                   | Pháp               |
| Pháp                   | Sonia Ait Mansour      | Top Model of the World 2016                                  | Pháp               |
| Pháp                   | Sonia Ait Mansour      | Miss Eco International 2017                                  | Pháp               |
| Pháp                   | Sonia Ait Mansour      | Miss Grand International 2017                                | Pháp               |
| Pháp                   | Sonia Ait Mansour      | Miss Tourism and Culture Universe 2019 (Á hậu 5)             | Pháp               |
| Pháp                   | Sonia Ait Mansour      | Miss World Noble Queen International 2019 (Hoa hậu)          | Pháp               |
| Pháp                   | Sonia Ait Mansour      | Miss International 2019                                      | Maroc              |
| Hy Lạp                 | Maria Psilou           | Miss World 2017                                              | Hy Lạp             |
| Hy Lạp                 | Maria Psilou           | Miss Eco International 2019                                  | Hy Lạp             |
| Haiti                  | Mideline Phelizor      | Miss Universe 2022 (Top 15)                                  | Haiti              |
| Ý                      | Rosa Fariello          | The Miss Globe 2018 (Á hậu 3)                                | Ý                  |
| Ý                      | Rosa Fariello          | Lady Universe 2019                                           | Ý                  |
| Kenya                  | Ivy Marani             | Miss Planet International 2019 (Top 16)                      | Kenya              |
| Liban                  | Natalie Macdisi        | World Miss University 2016                                   | Liban              |
| Liban                  | Natalie Macdisi        | Top Model of the World 2017                                  | Mediterranean      |
| Malaysia               | Sanjna Suri            | Miss Scuba International 2015                                | Malaysia           |
| Malaysia               | Sanjna Suri            | Miss Intercontinental 2017 (Top 18)                          | Malaysia           |
| Moldova                | Nicoleta Caun          | Miss Tourism World 2017                                      | Moldova            |
| Hà Lan                 | Kelly van den Dungen   | Miss Progress International 2015 (Top 5)                     | Hà Lan             |
| Hà Lan                 | Kelly van den Dungen   | Miss Grand International 2017 (Top 20)                       | Hà Lan             |
| New Zealand            | Johannah prasad        | Miss Global 2017                                             | New Zealand        |
| Pakistan               | Anzhelika Tahir        | Miss Supertalent 2016 (Á hậu 2)                              | Pakistan           |
| Pakistan               | Anzhelika Tahir        | World Miss University 2016 (Á hậu 2)                         | Pakistan           |
| Pakistan               | Anzhelika Tahir        | Miss Earth 2016                                              | Pakistan           |
| Pakistan               | Anzhelika Tahir        | Miss Eco International 2017 (Á hậu 1)                        | Pakistan           |
| Panama                 | Keythlin German        | Face of Beauty International 2015                            | Panama             |
| Ba Lan                 | Magdalena Bieńkowska   | Miss International 2016 (Top 15)                             | Ba Lan             |
| Ba Lan                 | Magdalena Bieńkowska   | Miss World 2017 (Top 40)                                     | Ba Lan             |
| Bồ Đào Nha             | Cláudia Vieira Maia    | Miss All Nations 2017                                        | Bồ Đào Nha         |
| Nam Phi                | Belinde Schreuder      | Miss 7 Continents 2015                                       | Nam Phi            |
| Nam Phi                | Belinde Schreuder      | Queen of Brillancy International 2017 (Top 15)               | Nam Phi            |
| Nam Phi                | Belinde Schreuder      | Miss United Continents 2018 (Á hậu 4)                        | Nam Phi            |
| Nam Phi                | Belinde Schreuder      | Miss Grand International 2019 (Top 20)                       | Nam Phi            |
| Thụy Điển              | Jenny Cornelia Wulff   | Face of Beauty International 2018                            | Thụy Điển          |
| Ukraine                | Snizhana Tanchuk       | Miss Grand International 2017 (Top 10)                       | Ukraine            |
| Venezuela              | Nariman Battikha Yanyi | Reina Hispanoamericana 2018 (Hoa hậu)                        | Venezuela          |
| Việt Nam               | Nguyễn Minh Tú         | Asia's Next Top Model 2017 (Á quân)                          | Việt Nam           |